# Tirebolu
Tirebolu (forme turque de Tripolis) est une ancienne colonie grecque de la Mer Noire (Τρίπολις). Elle forme un district de la province de Giresun dans la région de la mer Noire en Turquie.

## Histoire
Dans son Anabase, l'ancien historien grec Xénophon (431-360 av. J.-C.) écrit que dans cette région, des Colches, des Driles, des Habibs et des Tiberiens vivaient au cours des siècles.